# George Beauchamp
George Delmetia Beauchamp, thường gọi tắt George  Beauchamp (tiếng Mỹ: /ʤɔrʤ ˈboʊˌʃɑmp/, tiếng Việt: giooc-giơ bâu-săm), là một nhà phát minh nhạc cụ người Mỹ. Ông được nhắc đến với thành tựu thiết kế thành công loại guitar điện đầu tiên trên Thế giới (loại guitar âm thanh khuếch đại điện) được thương mại hóa. Ông cũng là người sáng lập National Stringed Instrument Corporation (Công ty nhạc cụ dây Quốc gia) và công ty Rickenbacker (nay vẫn đang hoạt động).

## Tiểu sử
- George  Beauchamp sinh ngày 18 tháng 3 năm 1899, ở Coleman thuộc Texas.
- Beauchamp đã biểu diễn ở tạp kỹ, chơi vĩ cầm và guitar dây sắt, trước khi ông định cư ở Los Angeles, California. Trong suốt những năm 1920, ông đã thử nghiệm với việc tạo ra những cây đàn guitar bằng kim loại có dùng điện, guitar điện, guitar bass điện, violin điện và bộ khuếch đại nhạc cụ. Năm 1931, ông cùng với Paul Barth và Adolph Rickenbacker thành lập Ro-Pat-In Corporation để sản xuất và bán các nhạc cụ điện thuộc bộ dây (chủ yếu là guitar và vĩ cầm). Đáng chú ý nhất trong số này là cây đàn guitar Rickenbacher A-22 và A-25 - với biệt danh "Frying Pan" (cái chảo rán) được nhiều người xem là cây đàn guitar điện đầu tiên được sản xuất hàng loạt. Việc sản xuất nhạc cụ bắt đầu vào năm 1932. Năm 1937, Beauchamp đã nhận được bằng sáng chế của Hoa Kỳ cho phiên bản guitar điện của mình.
- Beauchamp kết hôn với Myrtle Johnston vào năm 1917. Họ có hai con là Frances và Nolan. Ông chết vì một cơn đau tim vào năm 1941 khi đang đánh cá ở biển sâu gần Los Angeles.

## Phát minh có bằng
| Năm  | Nhạc cụ                                                             | Số bằng           | Nguồn |
| ---- | ------------------------------------------------------------------- | ----------------- | ----- |
| 1929 | Guitar dobro (guitar cảm ứng) hình nón đơn                          | patent #1,808,756 | [ 3 ] |
| 1930 | Móng gẩy đàn cho guitar và băng-giô                                 | patent #1,787,136 | [ 4 ] |
| 1934 | Đàn "frying pan" (biệt danh "cái chảo") là guitar điện tử đầu tiên) | patent #2,089,171 | [ 5 ] |
| 1936 | Guitar Tây Ban Nha điện (electro Spanish guitar)                    | patent #2152783   | [ 6 ] |
| 1936 | Đàn vĩ cầm điện tử đầu tiên                                         | patent #2130174   | [ 7 ] |

## Một số nhạc cụ do ông phát minh hoặc thừa kế

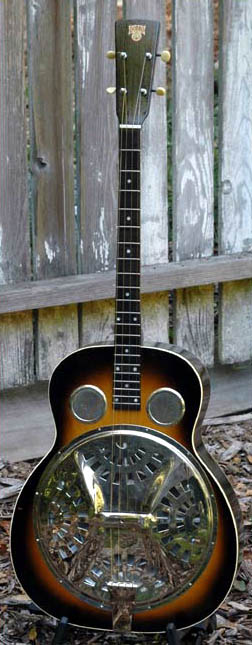
Đàn guitar dobro hiện đại
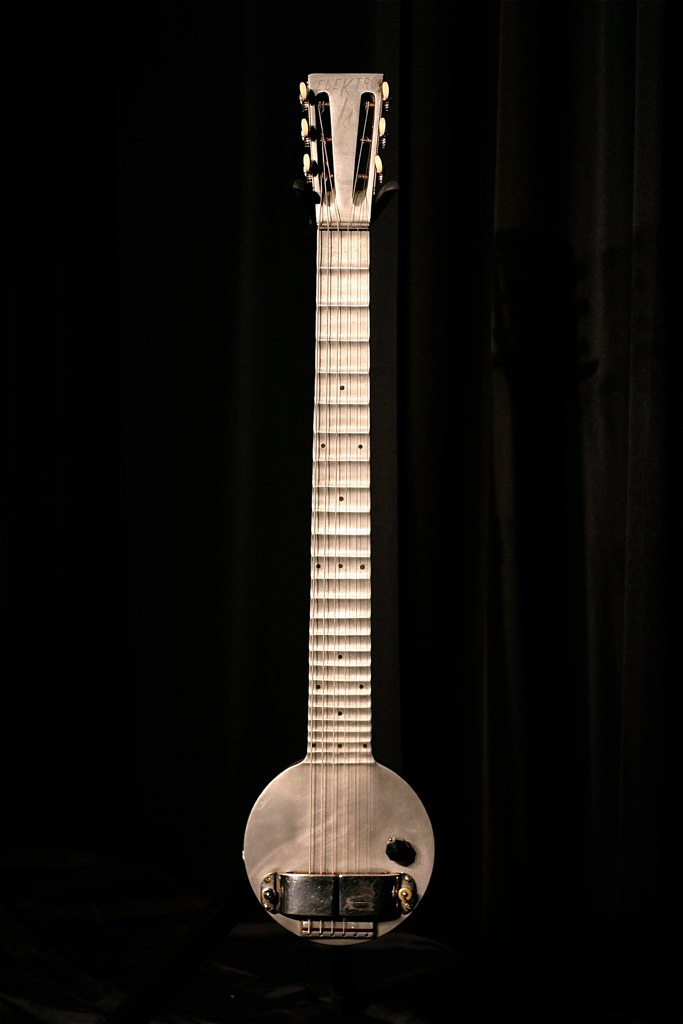
Đàn biệt danh "chảo rán"
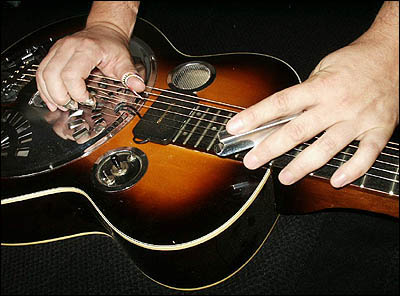
Móng gảy cho guitar Hawai với thanh trượt.
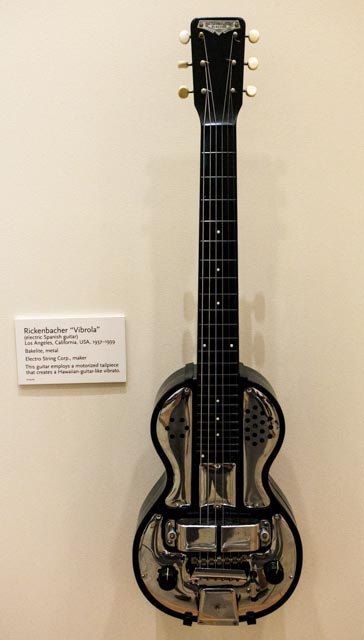
Guitar điện Tây Ban Nha